# Primera División 1940 (Uruguay)
Het seizoen 1940 van de Primera División was het 37e seizoen van de hoogste Uruguayaanse voetbalcompetitie.

## Teams
Er namen elf ploegen deel aan de Primera División tijdens het seizoen 1940. Dit waren dezelfde ploegen als vorig seizoen; er was wel promotie vanuit de Divisional Intermedia mogelijk, maar de kampioen van die competitie wist vorig seizoen de promotie/degradatiewedstrijden tegen CA Bella Vista niet te winnen.
| Club                      | Stad       | Stadion                              | Vorig seizoen |
| ------------------------- | ---------- | ------------------------------------ | ------------- |
| CA Bella Vista            | Montevideo | Parque José Nasazzi                  | 11e           |
| Central FC                | Montevideo | Estadio Parque Palermo               | 8e            |
| CA Defensor               | Montevideo | Parque Rodó                          | 6e            |
| Liverpool FC              | Montevideo | Estadio Belvedere                    | 4e            |
| Montevideo Wanderers FC   | Montevideo | Estadio Parque Alfredo Víctor Viera  | 3e            |
| Club Nacional de Football | Montevideo | Estadio Centenario                   | 1e            |
| CA Peñarol                | Montevideo | Estadio Centenario                   | 2e            |
| Racing Club de Montevideo | Montevideo | Cancha Reducto                       | 7e            |
| Rampla Juniors FC         | Montevideo | Parque Nelson                        | 9e            |
| CA River Plate            | Montevideo | Estadio Parque Federico Omar Saroldi | 5e            |
| IA Sud América            | Montevideo | Estadio Parque Carlos Ángel Fossa    | 10e           |

## Competitie-opzet
Alle clubs speelden tweemaal tegen elkaar. De ploeg met de meeste punten werd kampioen. De ploeg die laatste werd moest het in de nacompetitie opnemen tegen de kampioen van de Divisional Intermedia, met een plekje in de Primera División van volgend seizoen als inzet.

### Kwalificatie voor internationale toernooien
De winnaar van de competitie plaatste zich voor de Copa Ricardo Aldao (afgekort tot Copa Aldao). Deze beker werd betwist tussen de landskampioenen van Argentinië en Uruguay om zo te bepalen wie zich de beste Rioplatensische ploeg zou mogen noemen.

### Torneo de Honor
Voorafgaand aan het seizoen werd het Torneo de Honor gespeeld tussen de ploegen in de Primera División. Dit toernooi werd gewonnen door Club Nacional de Football. Dit was het laatste jaar waarin het Torneo de Honor een onafhankelijk toernooi was. Na dit seizoen werd er wel nog gestreden om deze prijs (voor het laatst in 1967), maar werd de winnaar bepaald door de resultaten uit het Torneo Competencia en de eerste seizoenshelft van de Primera División op te tellen.

### Eerste seizoenshelft
Het kampioenschap van vorig seizoen was bepaald in een beslissingswedstrijd tussen Club Nacional de Football en CA Peñarol. Hierin trok Nacional aan het langste eind. Beide ploegen begonnen het seizoen 1940 echter met puntenverlies. Peñarol wist zelf pas in de derde wedstrijd te winnen, van koploper Racing Club de Montevideo (de enige ploeg zonder puntverlies tot dan toe). In de daaropvolgende wedstrijden morste Peñarol maar één puntje, waardoor ze na acht speelrondes samen met Nacional aan de leiding gingen.
Tijdens hun eerste onderlinge confrontatie won Nacional met 3–2, waardoor ze weer alleen aan de leiding gingen. Door een remise tegen Rampla Juniors FC kon Nacional de voorsprong van twee punten echter niet behouden tot het eind van de eerste seizoenshelft. Halverwege de competitie hadden ze vijftien punten, Peñarol had veertien punten en Rampla Juniors en Montevideo Wanderers FC deelden met twaalf punten de derde plek. Racing was na hun goede competitiestart naar beneden gekelderd; na de zeges in de eerste twee wedstrijden wisten de Cerveceros nog maar één keer gelijk te spelen en halverwege stonden ze laatste met vijf punten.

### Tweede seizoenshelft
Nacional wist meteen aan het begin van de terugronde hun voorsprong weer te vergroten, omdat ze zelf wonnen en Peñarol verloor van Montevideo Wanderers. De daaropvolgende speeldag beëindigde Racing hun reeks van zeven verloren wedstrijden op rij door IA Sud América te verslaan en een ronde later wonnen ook zij van Peñarol. Hierdoor liep de achterstand van de Aurinegros op tot vijf punten. Ook daarna bleef Peñarol wedstrijden verliezen (van Sud América en CA River Plate). Nacional had tot dan toe alles gewonnen in de tweede seizoenshelft en een overwinning op Racing tijdens de achttiende speelronde bezorgde de Tricolores hun vijftiende landstitel, waardoor ze Peñarol (veertien titels) achter zich lieten in de strijd om de meeste kampioenschappen.
Onderaan de tabel had CA Bella Vista nog alles verloren in de terugronde van de competitie en hadden ze de rode lantaarn inmiddels overgenomen van Racing. In het vervolg van de competitie wisten ze nog één puntje te halen, dat was lang niet genoeg om de laatste plek kwijt te raken. Nacional gaf de titel extra glans door ook in de terugronde (met 5–1) van Peñarol te winnen. Atilio García scoorde viermaal en werd de eerste (en anno 2019 enige) speler die in een Superclásico meer dan drie doelpunten maakte. Door dit resultaat kon Peñarol ook geen tweede meer worden. Deze eer was uiteindelijk weggelegd voor Rampla Juniors. De derde plaats was voor Montevideo Wanderers en Peñarol eindigde als vierde, hun slechtste prestatie sinds de invoering van het profvoetbal (1932).

### Eindstand
|     | Club                      | Sp. | W  | G | V  | Pnt. | DV | DT | DS  |
| --- | ------------------------- | --- | -- | - | -- | ---- | -- | -- | --- |
| 01. | Club Nacional de Football | 20  | 16 | 3 | 1  | 35   | 63 | 22 | +41 |
| 2.  | Rampla Juniors FC         | 20  | 11 | 3 | 6  | 25   | 41 | 29 | +12 |
| 3.  | Montevideo Wanderers FC   | 20  | 10 | 4 | 6  | 24   | 47 | 22 | +25 |
| 4.  | CA Peñarol                | 20  | 10 | 2 | 8  | 22   | 54 | 38 | +16 |
| 5.  | Liverpool FC              | 20  | 8  | 3 | 9  | 19   | 39 | 39 | 0   |
| 6.  | CA River Plate            | 20  | 7  | 5 | 8  | 19   | 35 | 39 | –4  |
| 7.  | CA Defensor               | 20  | 5  | 9 | 6  | 19   | 32 | 49 | –17 |
| 8.  | IA Sud América            | 20  | 6  | 5 | 9  | 17   | 31 | 37 | –6  |
| 9.  | Racing Club de Montevideo | 20  | 7  | 3 | 10 | 17   | 31 | 46 | –15 |
| 10. | Central FC                | 20  | 3  | 9 | 8  | 15   | 26 | 35 | –9  |
| 11. | CA Bella Vista            | 20  | 1  | 6 | 13 | 8    | 22 | 65 | –43 |

### Legenda
| Kleur | Kwalificatie voor                                          |
| ----- | ---------------------------------------------------------- |
|       | Copa Aldao 1940                                            |
|       | Play-offs tegen degradatie naar Divisional Intermedia 1941 |

| Winnaar Primera División 1940       |
| ----------------------------------- |
| Club Nacional de Football 15e titel |

### Play-offs
Hekkensluiter CA Bella Vista nam het op tegen CA Cerro, de kampioen van de Divisional Intermedia, om deelname aan de Primera División van volgend seizoen. De play-offs werden gespeeld over twee wedstrijden. Indien beide ploegen eenmaal wonnen (of beide duels eindigden gelijk), dan werd er een beslissingsduel gespeeld.
|          |                |       |          |            |
| Heenduel | CA Bella Vista | 2 - 0 | CA Cerro | Montevideo |
| Heenduel |                |       |          | Montevideo |

|           |                |       |          |            |
| Terugduel | CA Bella Vista | 4 - 0 | CA Cerro | Montevideo |
| Terugduel |                |       |          | Montevideo |

CA Bella Vista wint met 4–0 op basis van wedstrijdpunten en blijft in de Primera División. CA Cerro blijft in de Divisional Intermedia.

#### Topscorers
De topscorerstitel ging voor de derde maal op rij naar Atilio García van Club Nacional de Football. Hij maakte achttien doelpunten in het seizoen.
| №  | Speler        | Club                      | Goals |
| -- | ------------- | ------------------------- | ----- |
| 1. | Atilio García | Club Nacional de Football | 18    |

1900 · 1901 · 1902 · 1903 · 1904 · 1905 · 1906 · 1907 · 1908 · 1909 · 1910 · 1911 · 1912 · 1913 · 1914 · 1915 · 1916 · 1917 · 1918 · 1919 · 1920 · 1921 · 1922 · 1923 · 1924 · 1925 · 1926 · 1927 · 1928 · 1929 · 1930 · 1931 · 1932 · 1933 · 1934 · 1935 · 1936 · 1937 · 1938 · 1939 · 1940 · 1941 · 1942 · 1943 · 1944 · 1945 · 1946 · 1947 · 1948 · 1949 · 1950 · 1951 · 1952 · 1953 · 1954 · 1955 · 1956 · 1957 · 1958 · 1959 · 1960 · 1961 · 1962 · 1963 · 1964 · 1965 · 1966 · 1967 · 1968 · 1969 · 1970 · 1971 · 1972 · 1973 · 1974 · 1975 · 1976 · 1977 · 1978 · 1979 · 1980 · 1981 · 1982 · 1983 · 1984 · 1985 · 1986 · 1987 · 1988 · 1989 · 1990 · 1991 · 1992 · 1993 · 1994 · 1995 · 1996 · 1997 · 1998 · 1999 · 2000 · 2001 · 2002 · 2003 ·  2004 · 2005 · 2005/06 · 2006/07 · 2007/08 · 2008/09 · 2009/10 · 2010/11 ·  2011/12 · 2012/13 · 2013/14 · 2014/15 · 2015/16 · 2016 · 2017 · 2018 · 2019 · 2020 · 2021 · 2022 · 2023